# مايك بالارد
مايك بالارد (بالإنجليزية: Mike Ballard)‏ هو لاعب كرة قاعدة أمريكي، ولد في 6 فبراير 1984 في نورفولك في الولايات المتحدة.

## وصلات خارجية
- مايك بالارد على موقع دوري كرة القاعدة الرئيسي (الإنجليزية)
- مايك بالارد على موقعبيزبول رفرنس.كوم (الدوري الثانوي) (الإنجليزية)
- مايك بالارد على موقع إي إس بي إن.كوم (أم.أل.بي) (الإنجليزية)
- مايك بالارد على موقع مشجعي الرسوم البيانية (الإنجليزية)